# The Human Factor (album)
A The Human Factor az amerikai Metal Church negyedik albuma, mely 1991-ben jelent meg.

## Számlista
| #   | Cím               | Szerző(k)                                         | Hossz |
| --- | ----------------- | ------------------------------------------------- | ----- |
| 1.  | Human Factor      | Mike Howe, Kurdt Vanderhoof                       | 5:00  |
| 2.  | Date With Poverty | Howe, Vanderhoof                                  | 5:20  |
| 3.  | The Final Word    | Howe, Vanderhoof                                  | 6:00  |
| 4.  | In Mourning       | Howe, John Marshall, Vanderhoof, Craig Wells      | 6:01  |
| 5.  | In Harm's Way     | Marshall, Vanderhoof                              | 7:01  |
| 6.  | In Due Time       | Howe, Marshall, Vanderhoof, Wells, Kirk Arrington | 4:04  |
| 7.  | Agent Green       | Howe, Vanderhoof                                  | 5:58  |
| 8.  | Flee from Reality | Howe, Marshall, Wells                             | 4:13  |
| 9.  | Betrayed          | Howe, Vanderhoof                                  | 4:32  |
| 10. | The Fight Song    | Howe, Marshall, Wells, Duke Erickson, Arrington   | 3:25  |

## Közreműködők
- Mike Howe - ének
- John Marshall - gitár
- Craig Wells - gitár
- Duke Erickson - basszusgitár
- Kirk Arrington - dob

### További közreműködők
- Mark Dodson - szervező, producer, hangmérnök
- Christopher Austopchuk - művészeti vezető
- Francesca Restrepo - művészeti vezető
- Tom Fletcher - keverés
- Metal Church - szervező
- Kurdt Vanderhoof - szervező
- Max Alguiera - fotó

## Fordítás
- Ez a szócikk részben vagy egészben  a   The Human Factor című angol Wikipédia-szócikk fordításán alapul.  Az eredeti cikk szerkesztőit annak laptörténete sorolja fel. Ez a jelzés csupán a megfogalmazás eredetét és a szerzői jogokat jelzi, nem szolgál a cikkben szereplő információk forrásmegjelöléseként.